# 莫语
莫语（英語：mak；内名：ʔai3 maːk8）是侗水语支的一种语言，主要分布在贵州省黔南布依族苗族自治州荔波县甲良镇羊/阳风乡(包括大利村和新场村方言:249)、方村乡、甲良乡和地莪乡，在独山县也有分布，主要为布依族使用，中国政府把莫语归类为布依族使用的语言。莫语周边分布着锦语和布依语。
杨通银(2000)将锦语和莫语划为同一语言的两种方言。
方村方言首先由李方桂于1942年调查，阳风方言由中国民族大学倪大白在1980年代研究。倪大白注意到莫族只唱布依族民歌，约有5千莫族转用布依语。
据ELP分为五种方言：莫语（Mak）、僚语（Loy）、淇语（Chi）、箐语（Ching）、滑语（Hwa）